# Toei (vogel)
De toei (Prosthemadera novaeseelandiae) is een endemische vogelsoort van Nieuw-Zeeland en een van de grootste vertegenwoordigers van de familie der honingeters.
De toei (spreek uit: toe΄wie) is vooral bekend onder de Engelse naam “tui”. Deze naam stamt af van "tui" uit het Maori, wat een klanknabootsing (onomatopee) is.
Het geluid van de toei is het kenmerk waaraan men in de natuurlijke bossen van Nieuw-Zeeland de soort het best kan herkennen. Maar ook het uiterlijk is opvallend: van een afstand lijkt het een grote zwarte merel met een witte vlek onder de bek. De luidruchtige vlucht is het derde opvallende kenmerk.

## Veldkenmerken

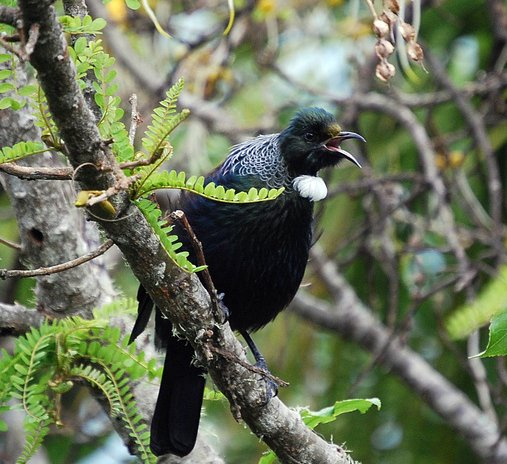

De toei is iets groter dan een merel. Zowel in de vlucht als zittend is er wel duidelijke gelijkenis met de merel.
Van een afstand moge de toei dan zwart lijken, van dichterbij heeft de volwassen vogel een donkerbruine rug en flanken, veelkleurig iriserende vleugels en staart en aan de zijkant en achter op de nek witgerande veertjes. 

Opvallend zijn de witte bellen in de hals, die het mannetje tijdens het zingen opblaast. 

Mannetjes en vrouwtjes zijn uiterlijk gelijk. Jonge vogels zijn bruiniger en  nog zonder witte halsveertjes.
Men zal van de toei meestal maar één of twee exemplaren tegelijk waarnemen, soms kleine familiegroepjes. Af en toe zal zich een grotere groep vormen in de buurt van geschikte voedselbronnen. De toei prefereert eenzelfde biotoop als de grijsrugbrilvogel, de Maori-belhoningvogel (ook een Nieuw-Zeelandse honingeter) en de Nieuw-Zeelandse vruchtenduif of kererū.

### Vlucht
De vlucht van toeis is luidruchtig. Ze hebben korte, brede vleugels die ervoor zorgen dat ze uitstekend kunnen manoeuvreren in dichte bossen. Het is daarvoor wel nodig dat ze snel met hun vleugels flapperen. Deze ruisende vleugels trekken tijdens het vliegen de aandacht.
Tijdens de baltsvlucht vliegt het mannetje snel verticaal omhoog. Dan mindert hij snelheid en zet een dalende vlucht in. Deze dalende vlucht gaat over in een duikvlucht. Dit herhaalt zich.

### Geluid
Narena Olliver noemt de toei de “Nieuw-Zeelandse nachtegaal”.  De zang is zeer gevarieerd en bestaat uit klokachtige klanken, vergelijkbaar met die van de Maori-belhoningvogel, gecombineerd met allerlei klakkende, kakelende en piepende geluiden. Een luidruchtig en ongewoon geheel van fraaie klanken, gutturale geluiden en gorgeltonen. Elk exemplaar zingt weer anders. Toeis kunnen verschillende geluiden tegelijk voortbrengen in de syrinx, het 'spraak'orgaan van een vogel. De syrinx bevindt zich aan het eind van de luchtpijp, waar deze zich opsplitst naar de bronchiën (luchtgeleiders naar beide longkwabben) en maakt geluid zonder de bij zoogdieren gebruikelijke stembanden. Het geluid wordt geproduceerd door het trillen van een combinatie van kraakbeen en membranen. Tijdens het waarnemen van een zingende toei kan het voorkomen dat men geen geluid hoort, terwijl de toei de bek opent en men de keelbellen ziet trillen. 

Ook het vrouwtje zingt, zelfs zittend op het nest.
De toei is een van de eerste vogels die 's ochtends begint te zingen, vanaf een uur vóór zonsopgang. In de zomer zingt de toei door tot in de late avond.
In sommige gebieden hebben zich "dialecten" ontwikkeld.
De toei zingt het gehele jaar door. De toeis worden beschouwd als zeer intelligente vogels, vergelijkbaar met papegaaien. Ze lijken ook op papegaaien omdat ze menselijke spraak kunnen imiteren.

### Gedrag
Mannetjes kunnen in de broedtijd zeer territoriaal zijn. Ze verjagen alle andere vogels, of ze nu groot of klein zijn, met luid geflapper en geluiden die op vloeken lijken. Dit gedrag wordt in het bijzonder vertoond, als andere toeis een geliefde voedselboom bezetten. De vogels zullen dan hun veren opzetten om groter te lijken en daarmee een rivaal te imponeren.

## Biotoop
Hoewel ze een duidelijke voorkeur hebben voor bos met een natuurlijk karakter, lager dan 1500 meter, zijn ze ook wel te vinden in andere bosrijke gebieden. In een stedelijk milieu zal men de toei minder snel vinden, maar ook daar kan men ze zien foerageren op geschikte voedselplanten.

## Voedsel
Naast vruchten en insecten is nectar het belangrijkste voedsel. Pollen en zaden worden minder regelmatig gegeten. De nectar van Nieuw-Zeelands vlas (Phormium tenax) is zeer populair. Deze nectar heeft fermenterende eigenschappen. Als toeis er veel van eten gaan ze soms zo vliegen dat ze dronken lijken. De toei is de belangrijkste bestuiver van Nieuw-Zeelands vlas. Ze spelen ook een belangrijke rol als bestuivers van veel soorten inheemse bomen, zoals het Pseudopanax-geslacht, het Sophora-geslacht en pohutukawa (Metrosideros excelsa).

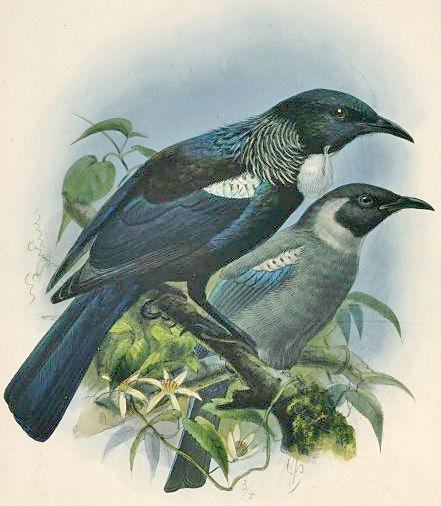
J.G. Keulemans, 1873

## Broedgegevens
De broedtijd begint vroeg in de lente; in september en oktober. Het mannetje bakent zijn territorium af door te zingen vanaf hoge punten, vooral 's ochtends vroeg en laat in de avond. Het vrouwtje bouwt alleen een nest. Het nest is een omvangrijk geheel van twijgen en takjes, bekleed met gras, heel vaak in een vork van een boom. 

De eieren worden gelegd in de periode van september tot januari, maar vooral in november en december. Het vrouwtje broedt alleen, gedurende ca. 14 dagen. Het legsel bestaat uit 2, 3 of 4 eieren (29x21mm). De eieren zijn wit of lichtroze met roodachtig bruine stippen en vlekken. 

Aanvankelijk voedt het vrouwtje alleen de jongen, later beide volwassen vogels. Na ca. 21 dagen kunnen de jongen vliegen.
Toeis kunnen twaalf jaar oud worden.

## Verspreiding en leefgebied
De toei is in Nieuw-Zeeland een endemische soort. Dat wil zeggen dat hij alleen op de eilanden van Nieuw-Zeeland wordt aangetroffen. De soort komt voor op het Noordereiland, de west- en zuidkust van het Zuidereiland, Stewarteiland en de Kermadeceilanden. Door het verdwijnen van biotoop, door bejaging en door (geïmporteerde) predatoren is de populatie aanzienlijk teruggelopen. Tegenwoordig lijkt van enig herstel sprake. 
Er zijn twee ondersoorten:
- P. n. chathamensis: de Chathameilanden; het is een bedreigde ondersoort.
- P. n. novaeseelandiae: Overig Nieuw-Zeeland.

## Trek
De toei is in Nieuw-Zeeland endemisch. Buiten de broedtijd gaan toeis wel wat zwerven, maar ook dan blijven ze vaak uiterst territoriaal. Sommige vogels bezetten ieder jaar zomer-(broed-)territoria en winter-(voedsel-)territoria die meer dan twintig kilometer van elkaar af kunnen liggen.

## Status
De grootte van de populatie wordt geschat op 2500-10.000 volwassen vogels. Op de Rode lijst van de IUCN heeft deze soort de status niet bedreigd.

## De toei en de Maori
De Maori noemden de toei ook wel "koko". De vogel was voor hen van groot belang. Ingemaakte toei was een geliefd gerecht. Toeis werden vaak in kooien gehouden en men leerde ze praten. Er is zelfs sprake van dat de toei mensen welkom heette op de marae.

## (Gebruikte) literatuur
- Heather, Barrie & Hugh Robertson - Field Guide to the Birds of New Zealand. Oxford University Press, Oxford 1997 (Engelstalig)
- Chambers, Stuart - Birds of New Zealand; locality guide. Arun Books, Auckland 1989, 2000 (Engelstalig)